# Sapintus minamiiwo
Sapintus minamiiwo là một loài bọ cánh cứng trong họ Anthicidae. Loài này được Bonadona & Sakai in Sakai miêu tả khoa học năm 1986.